# Brittiska Östafrika
Brittiska Östafrika var ett brittiskt protektorat som motsvarade nuvarande Kenya. 1920 blev större delen av området en koloni under namnet Kenya, styrd av vita bosättare i Nairobi.
Protektoratet upprättades 1895. Europeiska nybyggare fick rätt till jord som inte brukades eller beboddes av afrikaner, och snart fick européer även rätt att ta jord från afrikanerna. Eftersom det brittiska kolonialstyret felaktigt trodde att ”primitiva” folk som exempelvis kikuyu inte ägde mark, togs i princip hela nuvarande Kenyas centrala högland över, och tidigare markägare fick bo på vita farmer, som ”sqautters”. Markövertagandet ledde till våldsamma protester, följda av blodiga vedergällningsattacker vid flera tillfällen. Bland annat beslagtogs kambafolkets boskap, och kikuyubyar brändes.
I praktiken kan Brittiska Östafrika sägas ha varit mer indiskt än brittiskt, eftersom de indiska nybyggarna var fler än de vita, rupien var betalningsmedel och kolonialdomstolarna tillämpade indisk lag. Rädslan för att bli utmanövrerade av indierna ledde de vita kolonisatörna att kräva att moderlandet att Brittiska Östafrika skulle omvandlas till kronkoloni. I Storbritannien var man å sin sida rädda för ett nytt ”Boston teaparty”, och att kolonisatörerna skulle utropa en fristat i Östafrika, vilken kan förklara både att större delen av protektoratet upphöjdes till koloni 1920, och att parlamentet inte vidtog några åtgärder mot den rasistiska apartheidliknande regim som byggdes upp av nybyggarna.